# Георг III Бжегский
Георг III Бжегский (пол. Jerzy III brzeski, нем. Georg III von Brieg; 4 сентября 1611, Бжег — 4 июля 1664, Бжег) — князь Бжегский (1639—1664), Олавский (1639—1654), Волувский (1653—1654), Легницкий (1653—1654, 1663—1664), генеральный наместник Силезии (1654—1664).

## Биография
Представитель легницкой линии Силезских Пястов. Старший сын князя Иоганна Кристиана Бжегского (1591—1639) от первого брака с Доротеей Сибиллой Бранденбургской (1590—1625), дочерью курфюрста Иоганн Георга Бранденбургского. Младшие братья — князья Людвик IV Легницкий и Кристиан Бжегский.
Вторжение имперских войск в Бжегское княжество в 1633 году вынудило князя Иоганна Кристиана с семьей бежать в Польшу. В 1635 году император Священной Римской империи Фердинанд II Габсбург назначил Георга III администратором Бжегского княжества во время отсутствия отца, который уже никогда не вернулся домой.
В 1639 году князь Иоганн Кристиан Бжегский скончался в Оструде. После смерти своего отца Георг III вместе с младшими братьями Людвиком IV и Кристианом официально унаследовал Бжегское княжество.
В 1653 году после смерти своего бездетного дяди, князя Георга Рудольфа Легницкого, братья-соправители Георг III, Людвиг IV и Кристиан унаследовали его владения. В 1654 году произошел раздел княжества между тремя сыновьями Иоганна Кристиана. В 1654 году Георг III получил во владение Бжегское княжество, Людвиг IV — Легницкое княжество, а самый младший брат, Кристиан, — Волувское княжество. В том же 1654 году Георг III Бжегский получил от императора Фердинанда III Габсбурга должность генерального старосты Силезии.
В 1663 году после смерти князя Людвига IV Легницкого братья Георг III и Кристиан унаследовали Легницкое княжество.

## Семья
23 февраля 1638 года в Берутуве Георг III женился первым браком на Софии Катарине (2 сентября 1601, Олесница — 21 марта 1659, Бжег), второй дочери Карла II Подебрадовича, князя Зембицкого и Олесницкого (1545—1617), и Елизаветы Магдалены Бжегской (1562—1630), сестры Иоахима Фридриха, деда Георга III. У них была одна дочь:
- Доротея Эльжбета (17 декабря 1646, Варшава — 9 июня 1691, Дилленбург), муж с 13 октября 1663 года князь Генрих Нассау-Дилленбургский (1641—1701)

19 октября 1660 года в Бжеге Георг III повторно женился на Елизавете Марии Шарлотте (23 октября 1638, Седан — 22 мая 1664, Бжег), старшей дочери принца Людвига Филиппа Пфальц-Зиммернского (1602—1655) и Марии Бранденбургской (1607—1675), племяннице Фридриха V, курфюрста Пфальцского. Второй брак был бездетным.
Князь Георг III Бжегский пережил свою вторую жену только на два месяца и скончался 4 июля 1664 года в Бжеге в возрасте 52 лет. Так как у него не было наследника мужского пола, Бжегское княжество унаследовал его младший брат Кристиан, который воссоединил под своей властью все отцовские владения.